# Grillparzer-Ring
Der Grillparzer-Ring ist ein 1964 vom österreichischen Unterrichtsministerium (unter Theodor Piffl-Perčević) gestifteter und 1965 erstmals verliehener Ring mit dem Monogramm Franz Grillparzers. Er ist nicht mit dem Franz-Grillparzer-Preis zu verwechseln.
Es handelt sich um eine Auszeichnung für Theaterdirektoren, Intendanten, Regisseure, Schauspieler, Bühnen- und Kostümbildner, Dramaturgen, Bearbeiter, Übersetzer und Wissenschaftler, die sich besondere Verdienste um das Werk Franz Grillparzers erworben haben. Das Insigne wurde gemäß Stiftungsabsicht bis auf wenige Ausnahmen an jährlich jeweils zwei Persönlichkeiten vergeben.
Der Preis war ab seiner Gründung an die 1962 ins Leben gerufene Veranstaltungsreihe Grillparzer-Forum, Burg Forchtenstein, gebunden. 1983 wurde der Schwerpunkt Grillparzer für die bis dahin in der Burg aufgeführten Stücke (mangels Publikumszuspruchs und Landesgeldern) aufgelassen und das Grillparzer-Forum nach Wien abgesiedelt. 1983 wurde der letzte von burgenländischem Boden ausgehende Grillparzer-Ring dem japanischen Germanisten Ryuichi Sugawara zuerkannt. Die Theaterwissenschaftlerin Hilde Haider-Pregler (* 1941) betreute die Wiener Veranstaltungen des Grillparzer-Forums, das bis etwa 1994 bestanden haben dürfte. Auch Haider-Pregler soll Trägerin des Grillparzer-Rings sein.
Zur Entstehung und Vergabe des Preises im Rahmen der Kulturpolitik des Burgenlandes siehe Herbert Alsen.

## Preisträger (Auswahl)
- 1965 Ewald Balser
- 1965 Attila Hörbiger
- 1966 Leopold Lindtberg
- 1966 Gerhard F. Hering
- 1967 Herbert Alsen
- 1967 Heidemarie Hatheyer
- 1968 Stephan Hlawa
- 1968 Heinz Dietrich Kenter
- 1969 Gerhart Baumann
- 1969 Gustav Manker
- 1970 Heinz Kindermann
- 1971 Willy Birgel
- 1971 Fred Liewehr
- 1972 Liselotte Schreiner (1904–1991)
- 1972 Heinz Politzer
- 1972 Roger Bauer (1918–2005)
- 1973 Walther Reyer
- 1973 Dezső Keresztury (1904–1996)
- 1974 Ulrich Fülleborn (1920–2012)
- 1975 Piero Rismondo
- 1975 Zdenko Škreb (1904–1985)
- 1976 Klaus Maria Brandauer
- 1976 Ernst Haeusserman
- 1977 Friedrich Kainz
- 1977 Urs Helmensdorfer
- 1978 Margret Dietrich
- 1978 Johann Gunert (1903–1982)
- 1979 Frieder Lorenz
- 1979 Elisabeth Orth
- 1980 Herbert Seidler (1905–1983)
- 1980 Konrad Schaum (* 1924)
- 1981 Gerald Szyszkowitz
- 1981 Romuald Pekny
- 1982 Paul Hoffmann
- 1982 Joachim Müller
- 1983 Ryuichi Sugawara[2]
- 2002 Hilde Haider-Pregler[4]